# عشقم را (به معشوق جدیدت) بفرست
عشقم را (به معشوق جدیدت) بفرست (به انگلیسی: (Send My Love (To Your New Lover) تک‌آهنگی از هنرمند اهل بریتانیا ادل است که در سال ۲۰۱۶ میلادی منتشر شد. این تک‌آهنگ در آلبوم ۲۵ قرار داشت. این ترانه سومین تک‌آهنگ از سومین آلبوم استودیی ادل است که منتشر می‌شود. اولین ترانه سلام نام داشت و به موفقیت فراوانی رسید.
این تک‌آهنگ در چارت‌های پرتغال، نیوزیلند،بریتانیا و یونان جزو ده ترانه اول قرار گرفت.